# Zapasy na Letnich Igrzyskach Olimpijskich 1984 – kategoria do 82 kg w stylu wolnym
Zmagania mężczyzn do 82 kg to jedna z dziesięciu męskich konkurencji w zapasach w stylu wolnym rozgrywanych podczas Letnich Igrzysk Olimpijskich 1984. Pojedynki w tej kategorii wagowej odbyły się w dniach 9 – 11 sierpnia.

## Klasyfikacja[1]
| Pozycja | Nazwisko           | Kraj              |
| ------- | ------------------ | ----------------- |
| 1       | Mark Schultz       | Stany Zjednoczone |
| 2       | Hideyuki Nagashima | Japonia           |
| 3       | Christopher Rinke  | Kanada            |
| 4       | Reiner Trik        | RFN               |
| 5       | Kim Tae-u          | Korea Południowa  |
| 6       | Ken Reinsfield     | Nowa Zelandia     |
| 7       | Iraklis Deskulidis | Grecja            |
| 8       | Luciano Ortelli    | Włochy            |
| 9       | Muhammad al-Aszram | Egipt             |
| 10      | Günter Busarello   | Austria           |
| 11      | Lennart Lundell    | Szwecja           |
| 12      | Stefan Kurpas      | Wielka Brytania   |
| 13      | Kally Agogo        | Nigeria           |
| .       | Jouni Ilomäki      | Finlandia         |
| 15      | Barthelémy N'To    | Kamerun           |
| 16      | Reşit Karabacak    | Turcja            |

## Zasady[2]
Uczestnicy zostali podzieleni na dwie grupy. Zawodnik który przegrał dwie walki odpadł z dalszej rywalizacji.
- TF — Łopatki
- SP — Przewaga (8-11 punktów różnicy, pokonany zdobył punkty)
- ST — Przewaga (12 punktów różnicy, przewaga techniczna)
- SO — Przewaga (8-11 punktów różnicy, pokonany bez punktów)
- PP — Na punkty (1-7 punktów różnicy, pokonany zdobył punkty)
- PO — Na punkty (1-7 punktów różnicy, pokonany bez punktów)
- P1 — Pasywność (Przy prowadzeniu różnicą 1-7 punktów)
- PS — Pasywność (Przy prowadzeniu różnicą 8-11 punktów)

## Wyniki

### Rundy eliminacyjne

#### Grupa A
| Przegrane | Zawodnik           | Wynik   | Czas/Punkty | Zawodnik           | Przegrane |         |
| Runda 1   | Runda 1            | Runda 1 | Runda 1     | Runda 1            | Runda 1   | Runda 1 |
| --------- | ------------------ | ------- | ----------- | ------------------ | --------- | ------- |
| 0         | Reiner Trik        | 3-1 PP  | 5-3         | Günter Busarello   | 1         |         |
| 0         | Lennart Lundell    | 3-1 PP  | 6-1         | Jouni Ilomäki      | 1         |         |
| 1         | Barthelémy N'To    | 0-4 TF  | 1:28        | Iraklis Deskulidis | 0         |         |
| 1         | Hideyuki Nagashima | 1-3 PP  | 5-10        | Kim Tae-u          | 0         |         |
| Runda 2   |                    |         |             |                    |           |         |
| 0         | Reiner Trik        | 3-0 PO  | 7-0         | Lennart Lundell    | 1         |         |
| 1         | Günter Busarello   | 3-0 PO  | 5-0         | Jouni Ilomäki      | 2         |         |
| 2         | Barthelémy N'To    | 0-4 TF  | 2:03        | Hideyuki Nagashima | 1         |         |
| 1         | Iraklis Deskulidis | 1-3 PP  | 2-6         | Kim Tae-u          | 0         |         |
| Runda 3   |                    |         |             |                    |           |         |
| 1         | Reiner Trik        | 1-3 PP  | 4-5         | Iraklis Deskulidis | 1         |         |
| 2         | Günter Busarello   | 1-3 PP  | 4-7         | Hideyuki Nagashima | 1         |         |
| 2         | Lennart Lundell    | 1-3 PP  | 2-8         | Kim Tae-u          | 0         |         |
| Runda 4   |                    |         |             |                    |           |         |
| 1         | Reiner Trik        | 3-1 PP  | 5-2         | Kim Tae-u          | 1         |         |
| 2         | Iraklis Deskulidis | 1-3 PP  | 1-6         | Hideyuki Nagashima | 1         |         |
| Finał     |                    |         |             |                    |           |         |
|           | Hideyuki Nagashima | 1-3 PP  | 5-10        | Kim Tae-u          |           |         |
|           | Reiner Trik        | 3-1 PP  | 5-2         | Kim Tae-u          |           |         |
|           | Reiner Trik        | 1-3 PP  | 3-6         | Hideyuki Nagashima |           |         |

#### Klasyfikacja
| Zawodnik           | Przegrane | Runda | Punktacja | Finał |
| ------------------ | --------- | ----- | --------- | ----- |
| Hideyuki Nagashima | 1         | -     | 11        | 4     |
| Reiner Trik        | 1         | -     | 10        | 4     |
| Kim Tae-u          | 1         | -     | 10        | 4     |
| Iraklis Deskulidis | 2         | 4     | 9         |       |
| Günter Busarello   | 2         | 3     | 5         |       |
| Lennart Lundell    | 2         | 3     | 4         |       |
| Jouni Ilomäki      | 2         | 2     | 1         |       |
| Barthelémy N'To    | 2         | 2     | 0         |       |

#### Grupa B
| Przegrane | Zawodnik           | Wynik      | Czas/Punkty | Zawodnik           | Przegrane |         |
| Runda 1   | Runda 1            | Runda 1    | Runda 1     | Runda 1            | Runda 1   | Runda 1 |
| --------- | ------------------ | ---------- | ----------- | ------------------ | --------- | ------- |
| 0         | Ken Reinsfield     | 3-1 PP     | 5-1         | Kally Agogo        | 1         |         |
| 1         | Mark Schultz       | 0-4 DQ     | 0:30        | Reşit Karabacak    | 0         |         |
| 1         | Stefan Kurpas      | 0-4 ST     | 0-12        | Christopher Rinke  | 0         |         |
| 0         | Luciano Ortelli    | 3-1 PP     | 7-2         | Muhammad al-Aszram | 1         |         |
| Runda 2   |                    |            |             |                    |           |         |
| 1         | Ken Reinsfield     | 0.5-3.5 SP | 7-16        | Mark Schultz       | 1         |         |
| 2         | Kally Agogo        | 0-3 P1     | 4:36        | Stefan Kurpas      | 1         |         |
| 0         | Christopher Rinke  | 3.5-0 SO   | 10-0        | Luciano Ortelli    | 1         |         |
| 1         | Muhammad al-Aszram |            |             | Bez walki          |           |         |
| 0         | Reşit Karabacak    |            |             | Wycofał się        |           |         |
| Runda 3   |                    |            |             |                    |           |         |
| 2         | Muhammad al-Aszram | 0-3.5 PS   | 5:49        | Ken Reinsfield     | 1         |         |
| 1         | Mark Schultz       | 3-1 PP     | 5-3         | Christopher Rinke  | 1         |         |
| 2         | Stefan Kurpas      | 0-3 P1     | 4:34        | Luciano Ortelli    | 1         |         |
| Runda 4   |                    |            |             |                    |           |         |
| 2         | Ken Reinsfield     | 1-3 PP     | 2-9         | Christopher Rinke  | 1         |         |
| 1         | Mark Schultz       | 4-0 TF     | 1:36        | Luciano Ortelli    | 2         |         |
| Finał     |                    |            |             |                    |           |         |
|           | Mark Schultz       | 3-1 PP     | 5-3         | Christopher Rinke  |           |         |

#### Klasyfikacja
| Zawodnik           | Przegrane | Runda | Punktacja | Finał |
| ------------------ | --------- | ----- | --------- | ----- |
| Mark Schultz       | 1         | -     | 10.5      | 3     |
| Christopher Rinke  | 1         | -     | 11.5      | 1     |
| Ken Reinsfield     | 2         | 4     | 8         |       |
| Luciano Ortelli    | 2         | 4     | 6         |       |
| Stefan Kurpas      | 2         | 3     | 3         |       |
| Muhammad al-Aszram | 2         | 3     | 1         |       |
| Kally Agogo        | 2         | 2     | 1         |       |
| Reşit Karabacak    | 0         | 1     | 4         |       |

### Runda finałowa[13]
| Zawodnik           | Wynik           | Czas/Punkty     | Zawodnik          |                 |
| O piąte miejsce    | O piąte miejsce | O piąte miejsce | O piąte miejsce   | O piąte miejsce |
| ------------------ | --------------- | --------------- | ----------------- | --------------- |
| Kim Tae-u          | 3-1 PP          | 10-3            | Ken Reinsfield    |                 |
| O brązowy medal    |                 |                 |                   |                 |
| Reiner Trik        | 1-3 PP          | 2-5             | Christopher Rinke |                 |
| Finał              |                 |                 |                   |                 |
| Hideyuki Nagashima | 0-4 ST          | 0-13            | Mark Schultz      |                 |